# Johann Georg Pfranger
Johann Georg Pfranger (* 5. August 1745 in Hildburghausen; † 10. Juli 1790 in Meiningen) war ein deutscher evangelischer Geistlicher.

## Leben
Johann Georg Pfranger wurde als Sohn eines Lohgerbers und Ratsherrn geboren.
Er besuchte anfangs die Schule in Hildburghausen und kam dann auf das Gymnasium Casimirianum Coburg, um sich dort auf sein Theologie- und Philosophie-Studium vorzubereiten, das er an der Universität Jena absolvierte. Nach Beendigung des Studiums kehrte er nach Hildburghausen zurück und wurde dort vom Generalsuperintendenten Philipp Ernst Kern (1719–1776) unterstützt, der ihn auch als Hauslehrer für seine Kinder anstellte. Er erteilte kurz darauf auch den Kindern seines zukünftigen Schwiegervaters, dem Geheimrat Hieronymi, Unterricht.
1772 wurde er Vikar in Stressenhausen und 1773 erhielt er dort das Pfarramt übertragen; dort blieb er, bis ihn 1776 der Herzog Karl als Hofprediger an dessen Schlosskirche in der Residenzstadt Meiningen berief. 1785 folgte noch die Ernennung zum Konsistorialassessor.
Er stand bis zu seinem Tod in freundschaftlichen Kontakten mit Friedrich Schiller, welcher sich zu jener Zeit 1782/1783 in Bauerbach auf der Flucht vor dem württembergischen Herzog Carl Eugen auf dem Gutshof der Familie Wolzogen, dem späteren Schillerhaus, für ein halbes Jahr als Dr. Ritter Unterschlupf fand. 
Johann Georg Pfranger war seit 1777 mit Albertine (* 1754; † 2. November 1819), geb. Hieronymi, verheiratet; gemeinsam hatten sie mehrere Kinder. 
Zwei Monate nach seinem Tod starben seine zwei jüngsten Söhne in einer Woche an den Pocken und vier Monate nach seinem Tod gebar seine Frau noch einen Sohn. Sie bezog für ein ganzes Jahr noch seine Besoldung und erhielt anschließend eine Pension von der herzoglichen Familie.

## Schriftstellerisches Wirken
Johann Georg Pfranger betätigte sich auch als Dichter und Verfasser von Kirchenliedern, bei denen er ältere Kirchenlieder dem damaligen Zeitgeschmack anpasste und auch fünfzehn selbst gedichtete Lieder hinzufügte. Gemeinsam mit seinem besten Freund Wilhelm Friedrich Hermann Reinwald, Bibliothekar am herzoglichen Hof und Friedrich Schillers Schwager, bearbeitete er das Neue Sachsen-Coburg-Meiningische Gesangbuch. 
Als Gotthold Ephraim Lessing 1779 Nathan den Weisen herausbrachte, dichtete Johann Georg Pfranger als Nachtrag und Fortsetzung seinen Mönch vom Libanon, weil er durch Nathan den Weisen die christliche Religion in ihrer Ehre beeinträchtigt sah. Das Gegenstück wurde zu jener Zeit, vor allem im Meininger Land, heftig diskutiert und in die damaligen Streitgespräche, im Spannungsfeld von christlichem Bekenntnis und religiöser Toleranz, wurde auch der junge Friedrich Schiller einbezogen.

## Schriften (Auswahl)
- Die Vorsehung: Ein Lehrgedicht an seine Mitbürger, unter dem Druck kümmerlicher Zeiten. Hildburghausen 1773.
- Über die Auferstehung der Todten: dem Durchlauchigst-regierenden Herrn Herzog von Sachsen-Hildburghausen, bey dem frühen Ableben der Durchlauchigsten Frau Erb-Prinzeßin von Sachsen-Coburg-Saalfeld. Hildburghausen 1776
- Seyd barmherzig, wie auch euer Vater barmherzig ist! Meiningen, gedruckt bey Friedemann Christoph Hartmann 1777.
- Feyer des Abends im Mondenschein: Eine Vorlesung in der Laube; zum Gedächtnis des 10ten Julius, 1778. Meiningen 1778.
- Predigten über die Sonn- und Festtagsepisteln. Hildburghausen 1779–1791
- Der Mönch vom Libanon: Ein Nachtrag zu Nathan der Weise. 1782, 2. Auflage 1785, 3. Auflage 1817.
- Fragen ohne Antwort oder Katechismus der Weisen. Meiningen 1784.
- Leopold - Gedicht auf den edelmüthigen Tod des Prinzen Leopold von Brauneschweig. Dessau 1785.
- Ueber Sonn- und Festtagsevangelien. Meiningen 1792.
- Vermischte Predigten. Leipzig 1792.
- Gedichte. Meiningen, bei Johann Gottfried Hanisch 1794.
- Neues Sachsen-Coburg-Meiningisches Gesangbuch. Meiningen, Friedemann Christoph Hartmann 1794.